# Spodoptera litura
Spodoptera litura là một loài bướm đêm trong họ Noctuidae.

## Hình ảnh

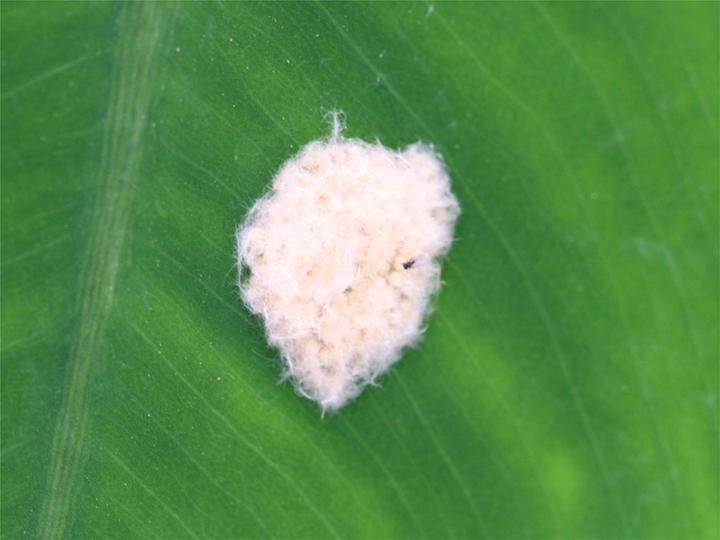
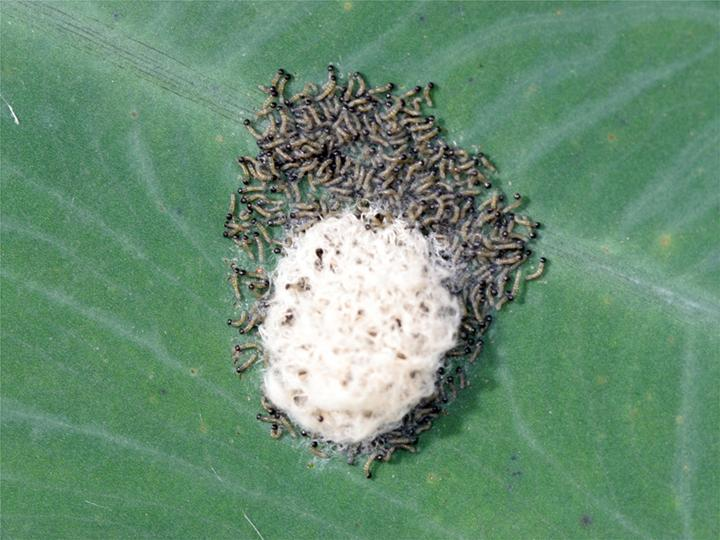
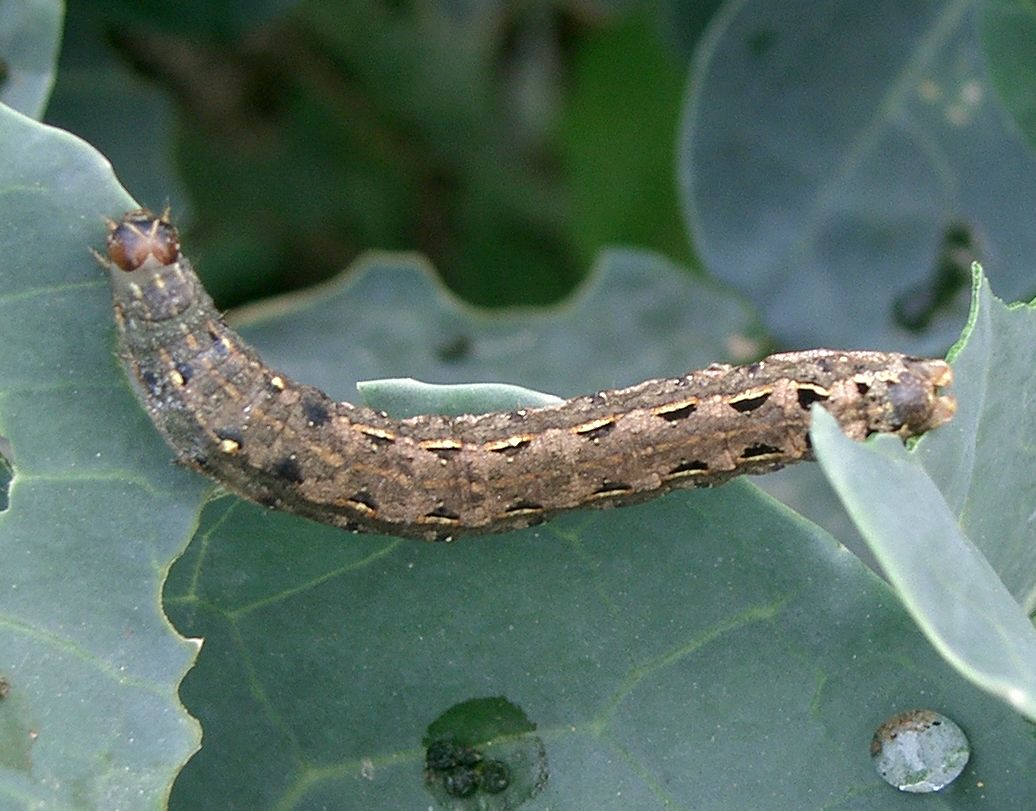
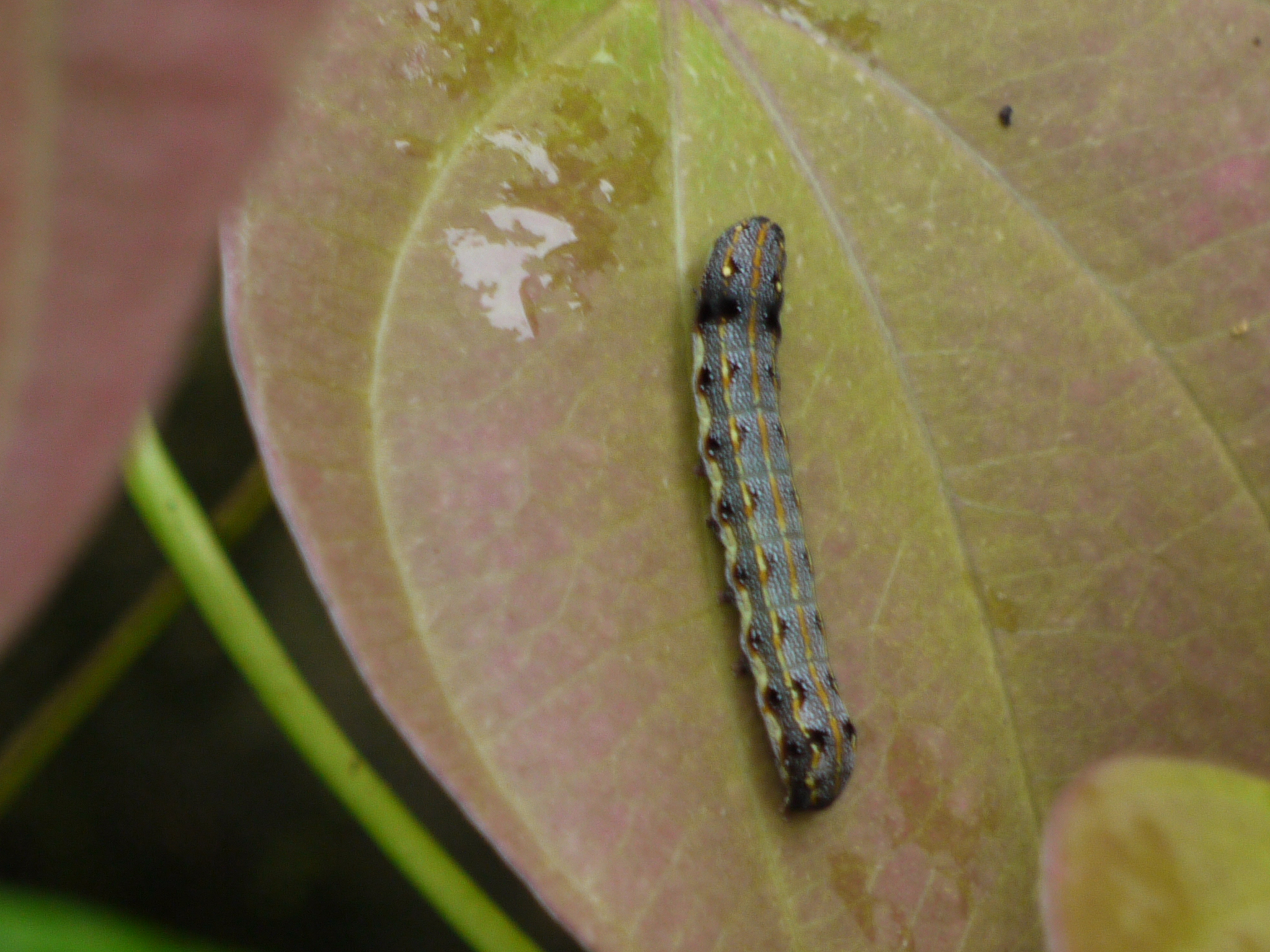
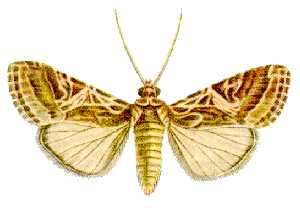
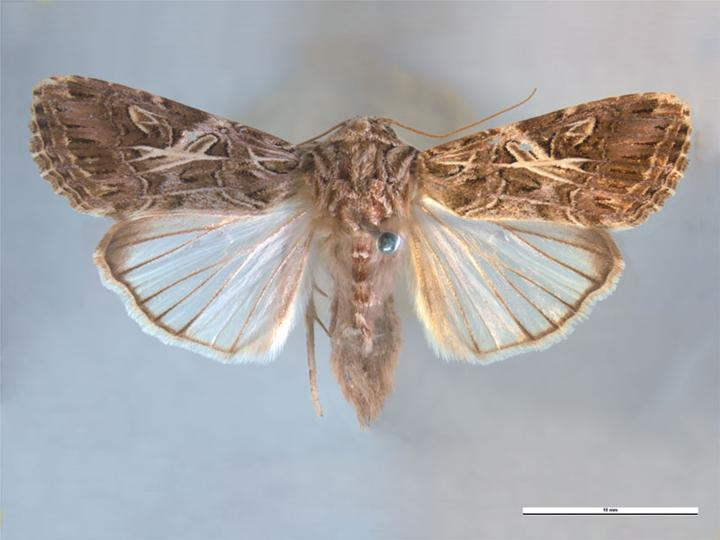
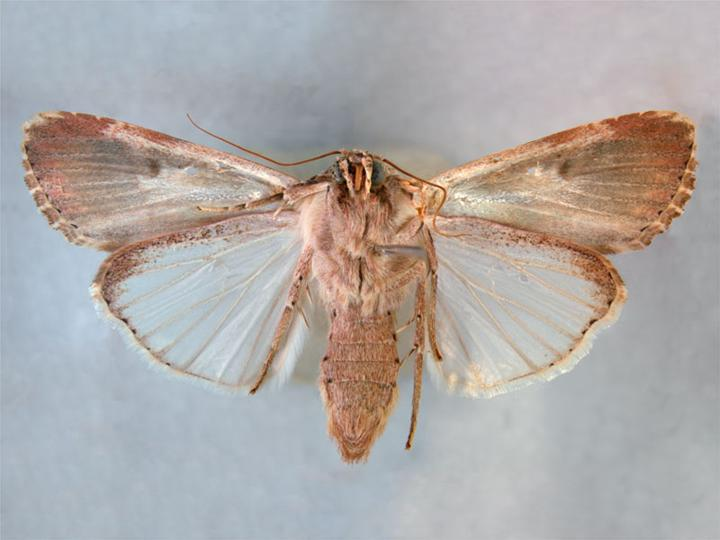
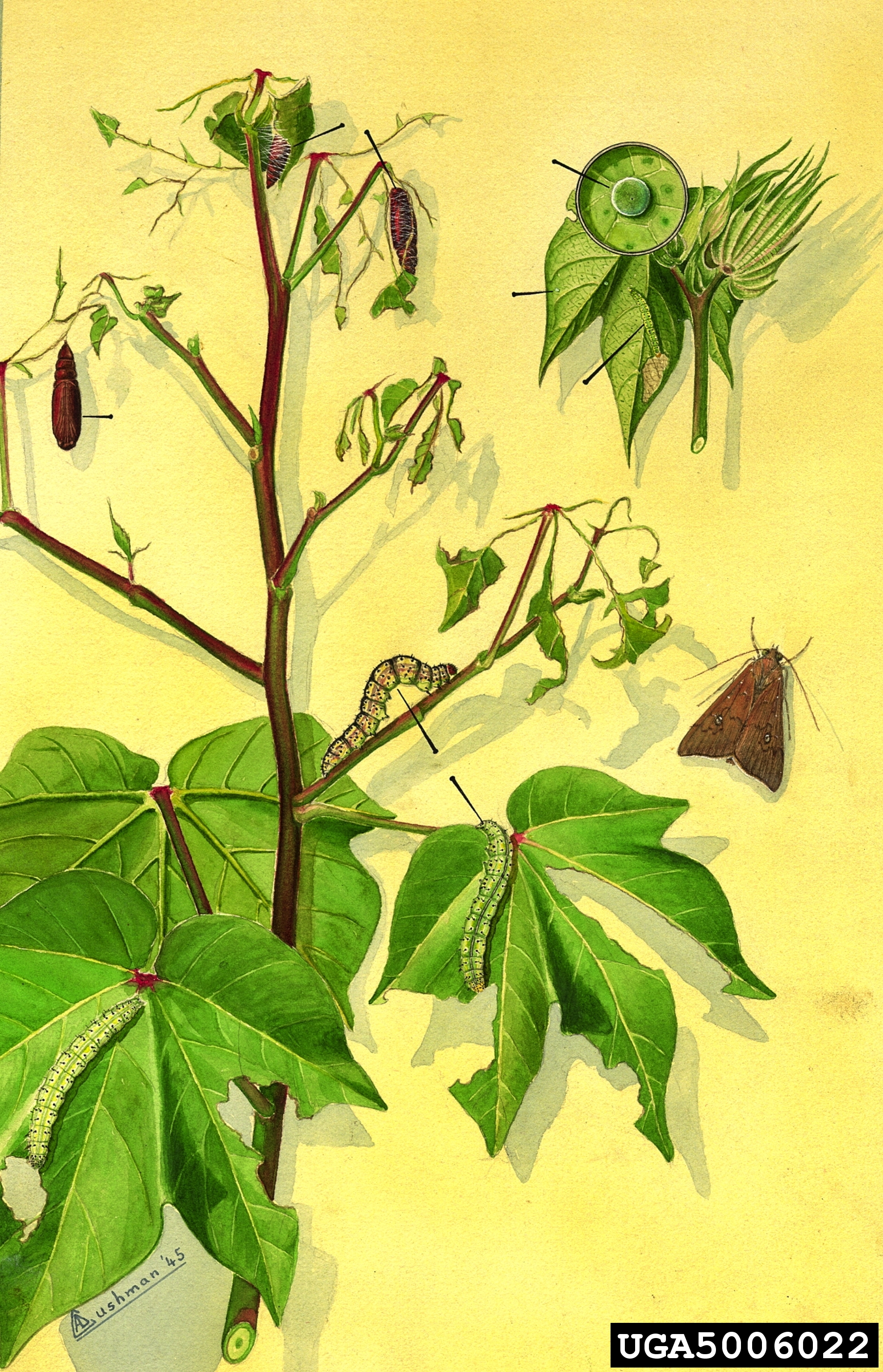